# Samuel Hearne

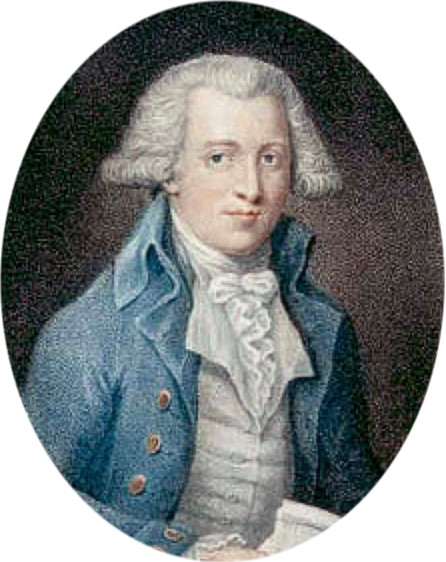
Samuel Hearne

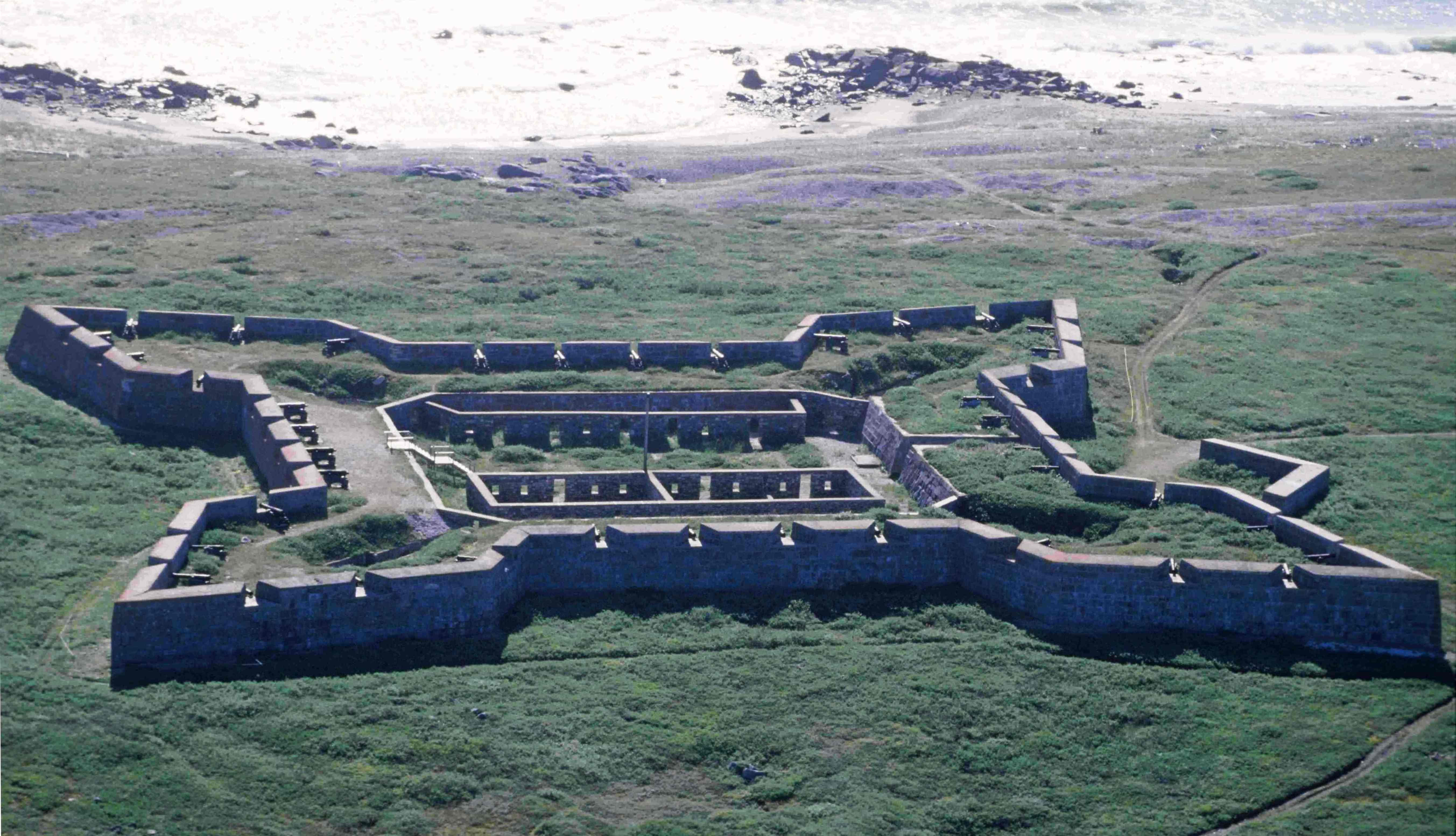
Fort Prince of Wales in der Nähe der Stadt Churchill an der Hudson Bay.

Samuel Hearne (* 1745 in London; † November 1792 in London) war ein englischer Entdecker, Pelzhändler, Autor und Naturforscher. Er war der erste Europäer, der eine Entdeckungsreise auf dem Landweg durch Nordkanada bis zum Arktischen Ozean machte. Im Jahre 1774 erbaute Hearne das „Cumberland House“ für die Hudson’s Bay Company, den ersten Handelsposten und die erste permanente Siedlung im heutigen Saskatchewan.

## Biografie
Sein Vater Samuel kam aus Somersetshire und war Sekretär und Ingenieur bei London-Bridge-Wasserwerke. Er verstarb 1748 mit 40 Jahren, seine Witwe Diana siedelte anschließend mit dem drei Jahre alten Samuel und seiner fünf Jahre alten Schwester Sarah von London in ihren Geburtsort Beaminster in Dorsetshire zurück. Samuels Wunsch war es zur See zu fahren, deswegen trat er mit elf Jahren in Portsmouth in die Royal Navy ein. Er diente während des Siebenjährigen Krieges auf verschiedenen Schiffen trat schließlich nach dem Ende des Krieges am 30. April 1763 aus der Navy aus und stellte sich am 12. Februar 1766 in den Dienst der Hudson’s Bay Company. Im August 1766 traf er schließlich auf seinem Posten im Fort Prince of Wales am Churchill River ein. Dort diente er zuerst zwei Jahre auf der Schaluppe Churchill als erster Steuermann und betrieb Pelzhandel mit den Eskimos nördlich der Churchill-Mündung, anschließend diente er als erster Steuermann auf der Brigantine Charlotte, die zum Weißwalfang benutzt wurde. Mit diesem Schiff entdeckte er circa 1768 die Überreste der Expedition von James Knight. Im Fort konnte er seine Navigationskünste ausbauen, da die beiden Astronomen William Wales und Joseph Dymond (1768–1769) dort den Venustransit beobachteten. 1769 erhielt er von der Hudson’s Bay Company den Auftrag für eine Überlandexpedition zum Kupferminenfluss.
Nach dem Ende seiner drei Expeditionsreisen reiste Hearne im August 1773 nach Fort York, von wo er weiter ins Landesinnere reiste und am 3. September 1774 am Saskatchewan River das Cumberland House erbaute. Dort erreichten ihn am 4. Oktober 1775 Instruktionen, dass er der neue Gouverneur am Fort Prince of Wales werden sollte, dorthin gelangte er jedoch erst am 17. Januar 1776. Im Zuge des Unabhängigkeitskriegs der Kolonien mit England traf im August 1782 ein Geschwader der mit den Kolonien verbündeten Franzosen vor dem Fort ein. Hearne gab aufgrund der deutlichen Übermacht des Feindes das Fort kampflos auf. Die Franzosen plünderten und zerstörten daraufhin das Fort. Der Befehlshaber des französischen Geschwaders, der spätere Entdecker Jean-François de La Pérouse, erlaubte es jedoch Hearne seine Aufzeichnungen zu behalten. Nach dem Friedensschluss zwischen England und den nun unabhängig gewordenen Vereinigten Staaten 1783 wurde Hearne von der Hudson’s Bay Company mit dem Wiederaufbau des Fort Prince of Wales betraut. Er kam am 14. September 1785 an die Stelle des alten Forts am Churchill River und fing mit dem Wiederaufbau an.
Im Sommer 1787 wurde er auf seinen Wunsch schließlich von seinen Diensten entbunden und erhielt die Erlaubnis, nach England zurückzukehren. Dort starb er im November 1792 im Alter von 47 Jahren an Wassersucht.
1795, drei Jahre nach dem Tod von Hearne und 23 Jahre nach dem Ende seiner erfolgreichen Expedition zum Arktischen Ozean, wurde sein Reisewerk veröffentlicht. 1797 erschien in Berlin eine deutsche Übersetzung von Johann Reinhold Forster, 1799 erschien in Paris eine französische Übersetzung. Seine Reisen und Karten wurden bereits vorher in Werken anderer Autoren erwähnt, so zum Beispiel durch die Einführung von John Douglas zu dem Bericht von Kapitän Cooks dritte Weltreise. Sein Reisebericht besticht vor allem wegen seiner einfühlsamen ethnografischen Beschreibung der Indianer Nordkanadas, insbesondere der Chipewyan.

## Entdeckungsreisen

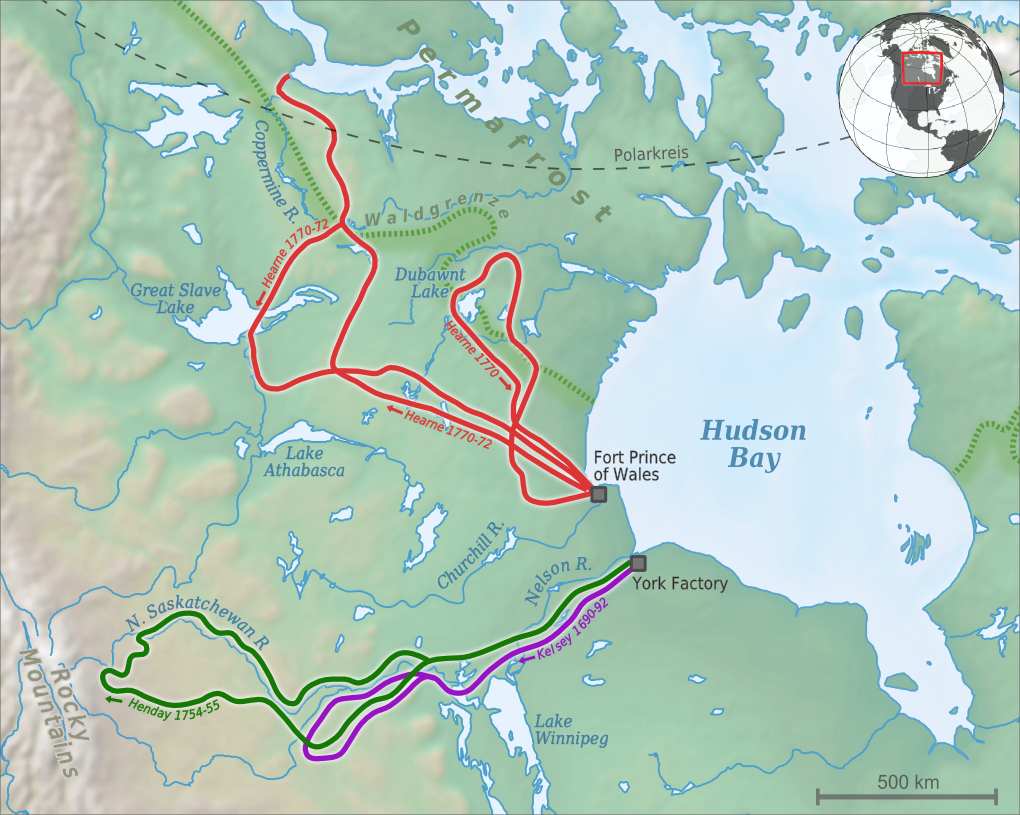
In Rot die Route Samuel Hearnes zweiter und dritter Expedition

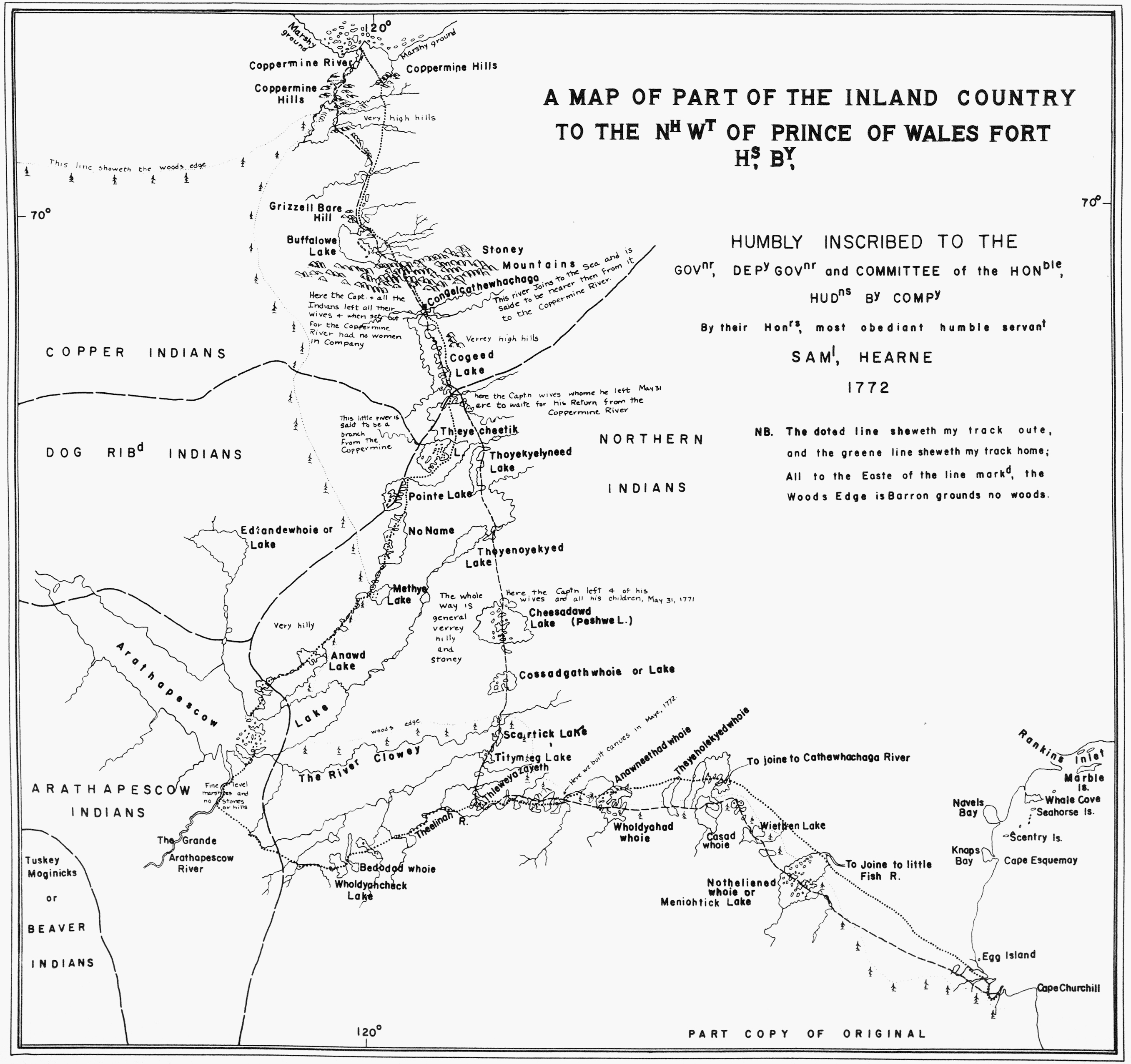
Samuel Hearnes Karte seiner 3. Expedition

1762 wurden der Indianer Matonabbee und ein weiterer Indianer namens Idotliazee von Richard Nortons Sohn Moses Norton damit beauftragt, die Kupfervorkommen am Coppermine River zu erkunden. Matonabbee brachte 1767 einen Kupferbrocken von dieser Expedition mit. Dies veranlasste Moses Norton dazu, die Hudson’s Bay Company zu einer größeren Überlandexpedition zu bewegen. Ziel der Expedition war, einen Nachweis für die Nordwestpassage zu erbringen, die Kupferminen am Coppermine River zu untersuchen, die durchstreifte Landstriche zu erforschen sowie die Indianerstämme zu Handelsbeziehungen mit der Hudson’s Bay Company zu bewegen.
Sein erster Versuch begann am 6. November 1769 zusammen mit zwei Europäern, dem Führer Chawchinahaw und mehreren weiteren Indianern und endete bereits am 11. Dezember desselben Jahres. Die Größe der Expedition und die Mitnahme von zu viel Ausrüstung führten zur Desertion seiner indianischen Begleiter und dem Scheitern der Expedition.
Seine zweite Reise begann am 23. Februar 1770 unter Führung des Indianers Conneequese und scheiterte, weil sein Quadrant brach und ein großer Teil seiner Ausrüstung gestohlen wurde. Er kehrte erfolglos am 25. November 1770 – nach 8 Monaten und 22 Tagen – an seinen Ausgangspunkt im Fort Prince of Wales zurück.

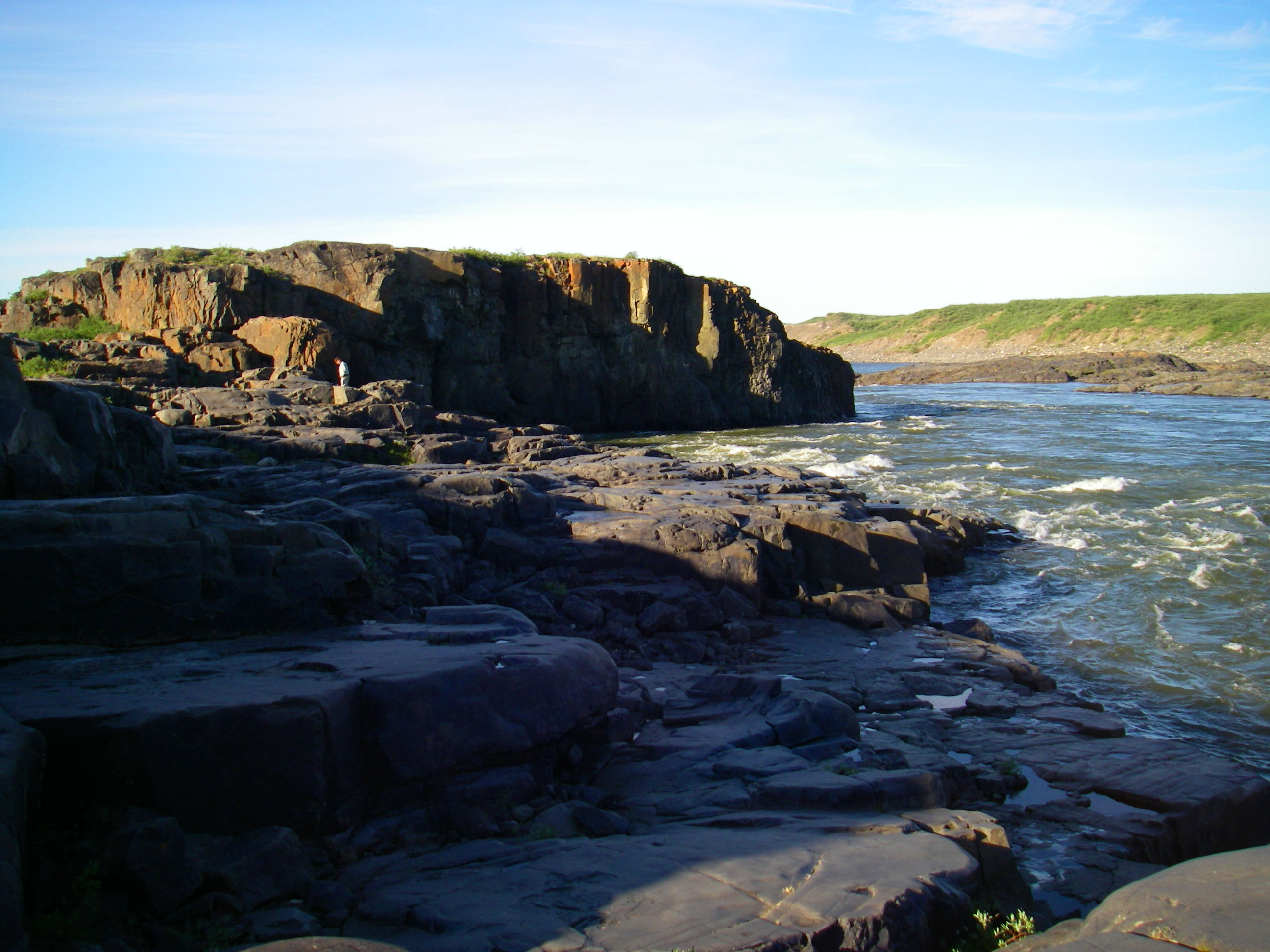
Bloody Falls

Aus diesen Fehlern lernend, entschloss er sich als einziger Europäer mit einer Gruppe von Indianern unter Führung des Häuptlings Matonabbee aufzubrechen. Bei der dritten Expedition hatte Matonabbee, der das zweifache Scheitern auf das Fehlen von Frauen zurückführte, bei der von 1770 bis 1772 fast 19 Monate dauernden Expedition wesentlichen Anteil am Erfolg. Er war ein erfahrener Organisator und erkannte die unverzichtbare Rolle, die die Fertigkeiten der Frauen spielten. Dazu gehörten zahlreiche Arbeiten, wie Kochen und das Herstellen und Reparieren von Kleidung, von deren Qualität das Überleben der Expeditionsteilnehmer im extremen Klima abhing. Sie wussten zudem, wie die Ernährung zusammengesetzt sein musste, um Mangelerscheinungen zu vermeiden. Zudem hatten die Männer durch die Entlastung beim Tragen bessere Möglichkeiten, in weitem Umkreis auf der Suche nach Nahrung auszuschwärmen. Matonabbee selbst hatte sieben Frauen, wie Hearne berichtet. Darüber hinaus passten sie ihre Bewegung durch das riesige Gebiet den Wegen der Karibu- und Bisonherden an.
Matonabbee besaß ein großes Ansehen bei den Chipewyans wie auch bei den Algonkin. Die dritte Expedition startete am 7. Dezember 1770, nur zwölf Tage nach der Rückkehr von seiner zweiten Reise. Hearne wollte den Coppermine River im Sommer erreichen, über welchen er anschließend mit Kanus den Arktischen Ozean erreichen wollte. Im Gegensatz zu den zwei vorherigen Reisen ging die dritte erst nordwestlich entlang der Baumgrenze und schwenkte dann, den Wanderungen Karibuherden folgend, nach Norden. Am 13. Juli erreichte er den Coppermine River, war jedoch von den wenig ergiebigen Kupfervorkommen enttäuscht und auch von der Tatsache, dass der Fluss nicht schiffbar war und somit das Kupfer nicht abtransportiert werden konnte. Während der Reise schlossen sich mehrmals andere Indianer für Teilstrecken an, so dass zeitweise über 200 Personen den Reisetrupp ausmachten. Seine Indianer richteten am Coppermine River am 17. Juli kurz nach Mitternacht an circa 20 Inuit ein Massaker an, welches als „Massaker von Bloody Falls“ (englisch „Bloody Falls Massacre“) bekannt geworden ist. Hearne benannte die Stelle daraufhin Bloody Falls. Kurz darauf, im Juli 1771, erreichte er den Arktischen Ozean, der bis auf einen schmalen Streifen am Ufer selbst im Juli vereist war.
Matonabbee führte Hearne über einen weiten Bogen westlich des Bärensees zurück nach Churchill. Mitten im Winter war er der erste Europäer, der den Großen Sklaven-See entdeckte und überquerte.
Hearne kehrte von der 3. Expedition nach knapp 19 Monaten am 30. Juni 1772 zum Fort Prince of Wales zurück. Er reiste rund 8.000 Kilometer und erforschte mehr als 650.000 Quadratkilometer Land. Bei seinen Reisen durchquerte er die heutigen Provinzen Manitoba, Nunavut, Saskatchewan und Nordwest-Territorien. Wenn auch Hearnes Expedition für die Hudson’s Bay Company keinen unmittelbaren Nutzen erbrachte, so hatte sie doch gezeigt, dass es südlich des 68. Breitengrades keine Nordwestpassage gab. Samuel Hearne brachte Kupferproben vom Coppermine River mit. Das Natural History Museum in London ist im Besitz eines 3 Kilogramm schweren Exemplars, das es von der Hudson’s Bay Company 1818 erhalten hat.
Die kanadische Regierung, vertreten durch den für das Historic Sites and Monuments Board of Canada zuständigen Minister, ehrte Hearne am 28. Mai 1936 für sein Wirken als Entdeckungsreisender und erklärte ihn zu einer „Person von nationaler historischer Bedeutung“. Ein Kap am Coronation Gulf wurde von John Franklin nach Samuel Hearne benannt.

## Werke
- A Journey from Prince of Wales’s Fort, in Hudson’s Bay, to the Northern Ocean. Undertaken by Order of the Hudson’s Bay Company. For the Discovery of Copper Mines, a North West Passage, etc. in the Years 1769, 1770,1771, 1772. London 1795; deutsch erstmals Vossische Buchhandlung, Berlin 1797. Engl. Original
- Abenteuer im arktischen Kanada. Die Suche nach der Nordwest-Passage 1769–1772. Hg., Vorw. Volker Matthies. Erdmann, Tübingen 1981, ISBN 3-88639-510-3.

## Notizen
1. ↑  Hearne, Samuel - National Historic Person. In: Directory of Federal Heritage Designations. Parks Canada/Parcs Canada, abgerufen am 10. August 2022 (englisch).
2. ↑  John Franklin: Narrative of a journey to the shores of the Polar Sea in the years 1819-20-21-22. Band 2. John Murray, London 1824, S. 170 (englisch, archive.org).
3. ↑  Cape Hearne In: Canadian Geographical Names Data Base (CGNDB, englisch).
4. ↑  Im Roman macht sich die kanadische Autorin auf die Suche nach einem fiktiven jungen Deutschen, Heinrich Schlögel, der auf den Spuren Hearnes im Norden Kanadas verschwunden ist.

| Personendaten    | Personendaten                                              |
| ---------------- | ---------------------------------------------------------- |
| NAME             | Hearne, Samuel                                             |
| KURZBESCHREIBUNG | englischer Entdecker, Pelzhändler, Autor und Naturforscher |
| GEBURTSDATUM     | 1745                                                       |
| GEBURTSORT       | London                                                     |
| STERBEDATUM      | November 1792                                              |
| STERBEORT        | London                                                     |